# Petrus de Prussia
Petrus de Prussia oder Peter von Preußen (bürgerlicher Name Peter Elgast, gelebt um 1483; geboren in Danzig) war ein Dominikanermönch und der erste Biograph des 1280 in Köln gestorbenen Albertus Magnus.

## Leben
Wegen seiner Geburt in Danzig de Prussia genannte Petrus lebte als Dominikaner in Köln. Er war bei der Öffnung des Grabes von Albertus Magnus am 11. Januar 1483 zugegen. Mit der Erlaubnis Papst Sixtus IV. sollte der Leichnam in ein repräsentativeres Grabmal umgebettet werden. Die Öffnung erregte einiges Aufsehen, da nicht nur das Gewand mit Kasel, Stola, Manipel gut erhalten, sondern auch die Verwesung wenig fortgeschritten war. Ein Wohlgeruch soll dem Grab entströmt sein, der die Anwesenden beeindruckte, und einer unter ihnen soll seinen zuvor verlorenen Geruchssinn wiedergewonnen haben. Weitere wundersame Heilungen wurden im Zusammenhang mit der Erhebung der Gebeine überliefert.
Unter diesen Eindrücken verfasste Petrus de Prussia die erste umfassende Biographie zu Albertus Magnus, die 1486/87 in Köln erschien. Seinen eigenen Ausführungen zufolge verarbeitete er hierzu neben den Werken des Albertus selbst vor allem die Schriften von Thomas von Cantimpré und Ulrich von Straßburg, die beide Schüler des Albertus waren, sowie das Schrifttum der dominikanischen Hagio- und Historiographie mit den Werken von Bernard Gui, Wilhelm von Tocco und Gerardus de Frachetto. Weitere berücksichtigte, von Petrus nicht genannte Autoren waren die Dominikaner Jakob von Soest und Johann von Colmar, dessen Chronik er heranzog.
Petrus von Prussia verfolgte drei Anliegen mit der Biographie. An erster Stelle stand der Wunsch, eine von Legenden befreite, geordnete Darstellung des Lebens und der Taten von Albertus Magnus zu bieten. In dem Zusammenhang konnte er nachweisen, dass zahlreiche Legenden um Albertus Magnus ursprünglich mit ganz anderen Personen verbunden waren und aus dem Speculum historiale des Vinzenz von Beauvais und dem Bonum universale de apibus des Thomas von Cantimpré stammten. Darüber hinaus wollte er Albertus gegen die aufgrund seiner Naturstudien erhobenen Vorwürfe verteidigen, Magie und Zauberei betrieben zu haben. Schließlich sollte durch die Biographie die Heiligkeit des Albertus aufgezeigt und seiner baldigen Heiligsprechung zugearbeitet werden.
Um eine Heiligsprechung unterstützen zu können, hätte die Biographie durch das zuständige Ordenskapitel der Dominikaner, das Kapitel der Ordensprovinz Teutonia, anerkannt werden müssen. Dies war jedoch der Biographie vorbehalten, die wenige Jahre später – gestützt auf das Werk von Petrus de Prussia – von Rudolf von Nimwegen, einem Ordensbruder aus dem Kölner Konvent, vorgelegt wurde. Diese Legenda literalis beati Alberti Magni wurde 1488 von dem Generalvikar der Dominikaner, Jakob von Basel, entgegengenommen und nach Verlesung vor dem Kapitel genehmigt. Im Auftrag des Kapitels erschien das Werk 1490 in Köln im Druck.
Die Vita aus der Hand des Petrus erfuhr 1621 einen Nachdruck im Rahmen einer Lebensdarstellung des Albertus, die von Christoffel Plantijn in Antwerpen gedruckt wurde. Meist wird Petrus de Prussia nach dieser Ausgabe zitiert, dessen kritische Sichtung des biographischen Materials bis in die Moderne die Basis für die Beschäftigung mit Albertus bildete. Noch 1980 bezeichnete ihn Hugo Stehkämper als den „vollständigsten und kritischsten mittelalterlichen Albert-Biographen“.

## Ausgaben
- Vita et legenda Alberti Magni. Johannes Guldenschaiff, Köln 1486/87.
- B. Alberti doctoris Magni ex Ordine Praedicatorum episcopi Ratisponensis. De adhaerendo Deo libellus. Accedit eiusdem Alberti vita, Deo Adhaerentis exemplar. Plantinianische Druckerei, Antwerpen 1621 (Digitalisat).